# Bcl-2
Bcl-2 es una familia de proteínas formada por alrededor de 25 miembros que regulan procesos de permeabilización mitocondrial y constituyen un punto clave en la vía intrínseca de apoptosis celular.
Su nombre deriva de la proteína fundadora, el protooncogén Bcl-2 (B-cell lymphoma 2), segundo miembro de un grupo de proteínas inicialmente descrito en estudios de la translocación recíproca entre los cromosomas 14 y 18 observada en linfomas foliculares. A diferencia de otros oncogenes estudiados hasta la fecha, Bcl-2 no estaba implicado en el control de la proliferación celular sino en el bloqueo de la muerte celular, más específicamente de los procesos de contracción citoplasmática, condensación nuclear, desorganización de la membrana plasmática y ruptura endonucleolítica del ADN. A su vez, por su localización mitocondrial, fue un primer indicador de la importancia de este orgánulo en los procesos de apoptosis. Siguientes investigaciones demostraron la existencia de dos subfamilias homólogas pro-apoptóticas, Bax y BH3. Bax fue el primer homólogo identificado por su interacción con Bcl-2: ratones deficientes en Bax presentaban una expansión selectiva de poblaciones celulares y la relación Bcl-2/Bax se descubrió clave en la susceptibilidad a apoptosis por la vía intrínseca.
- Subfamilia Bcl-2 (anti-apoptótica): Bcl-2, Bcl-XL, Bcl-W, MCL-1, BCL2A1, BCL-B
- Subfamilia Bax (pro-apoptótica): Bax, Bak, Bok
- Subfamilia BH3 (pro-apoptótica): Bad, Bid, Bik, Blk, BimL, PUMA, NOXA, BMF, HRK

Estas subfamilias vienen definidas en parte por la homología con cuatro regiones denominadas dominios de homología Bcl-2 (BH). La subfamilia anti-apoptótica presenta una conservación de los 4 dominios y estudios con Bcl-W permitieron determinar que los dominios BH1, BH2 y BH3 eran los responsables de formar una región hidrofóbica de interacción con los dominios BH3 de las pro-apoptóticas, produciendo su inhibición. Los miembros de la subfamilia Bax presentan dominios BH1-3 por lo que también se les conoce como subfamilia “multidominio”, en contraposición con la subfamilia BH3 que sólo presenta homología en el mínimo dominio de muerte celular, la hélice anfipática BH3.

## Mecanismo de acción
Células deficientes en BAX y BAK se han observado como resistentes a todos los estímulos conocidos de la vía de muerte celular intrínseca por lo que se les considera un requisito indispensable para que la vía resulte operativa. En células viables, BAX y BAK aparecen como monómeros, la primera anclada laxamente en la cara citosólica de diversos orgánulos y la segunda en el interior de la mitocondria. Ante una señal de muerte celular BAX se inserta en la membrana externa mitocondrial en forma de homooligómero y BAK sufre a su vez un cambio conformacional que incluye su oligomerización y la permeabilización de la membrana externa mitocondrial con la liberación de factores del espacio intermembrana como el citocromo c. El mecanismo exacto de esta liberación se desconoce aunque se plantean dos teorías principales. La primera postularía que las formas oligoméricas de BAX y BAK crearían poros capaces de liberar el citocromo c basándose en su similitud con toxinas bacterianas formadoras de poros y a la evidencia de experimentos in vitro. Una segunda teoría afirmaría que BAX y BAK interaccionarían con moléculas intrínsecas de membrana y producirían una transición de permeabilidad. Estos mismos procesos tendrían lugar en el retículo endoplásmico mediando la liberación de Ca2+.
Los miembros de la subfamilia BH3 funcionarían como iniciadores de la vía que integrarían de forma selectiva las diversas respuestas específicas de muerte y supervivencia. Por ejemplo, la caspasa-8 activada por señales de receptores de muerte celular en superficie origina una serie de modificaciones de la proteína BID que servirá como ligando para favorecer la oligomerización de Bax y Bak y, por lo tanto, su activación. La actividad de esta subfamilia está regulada a nivel transcripcional y postraduccional como, por ejemplo, por factores como p53 en respuesta a daño genético o por fosforilación en respuestas a factores de crecimiento. Actualmente se estudia si todas las moléculas de la familia BH3 tendrían funciones idénticas o podrían llegar a ser incluso excluyentes entre sí.

## Relevancia clínica
La familia Bcl-2, aparte de en el linfoma folicular de células B, está implicada en un gran número de cánceres, incluyendo el melanoma y los carcinomas de mama, próstata y pulmón. También se cree relacionado con la resistencia a los tratamientos antitumorales convencionales.